# 刘新乐
刘新乐（1961年11月—），男，蒙古族，内蒙古土默特左旗人，中华人民共和国政治人物，曾任内蒙古自治区人民政府副主席，内蒙古自治区政协副主席，九三学社中央委员会常务委员。